# 相馬中村城

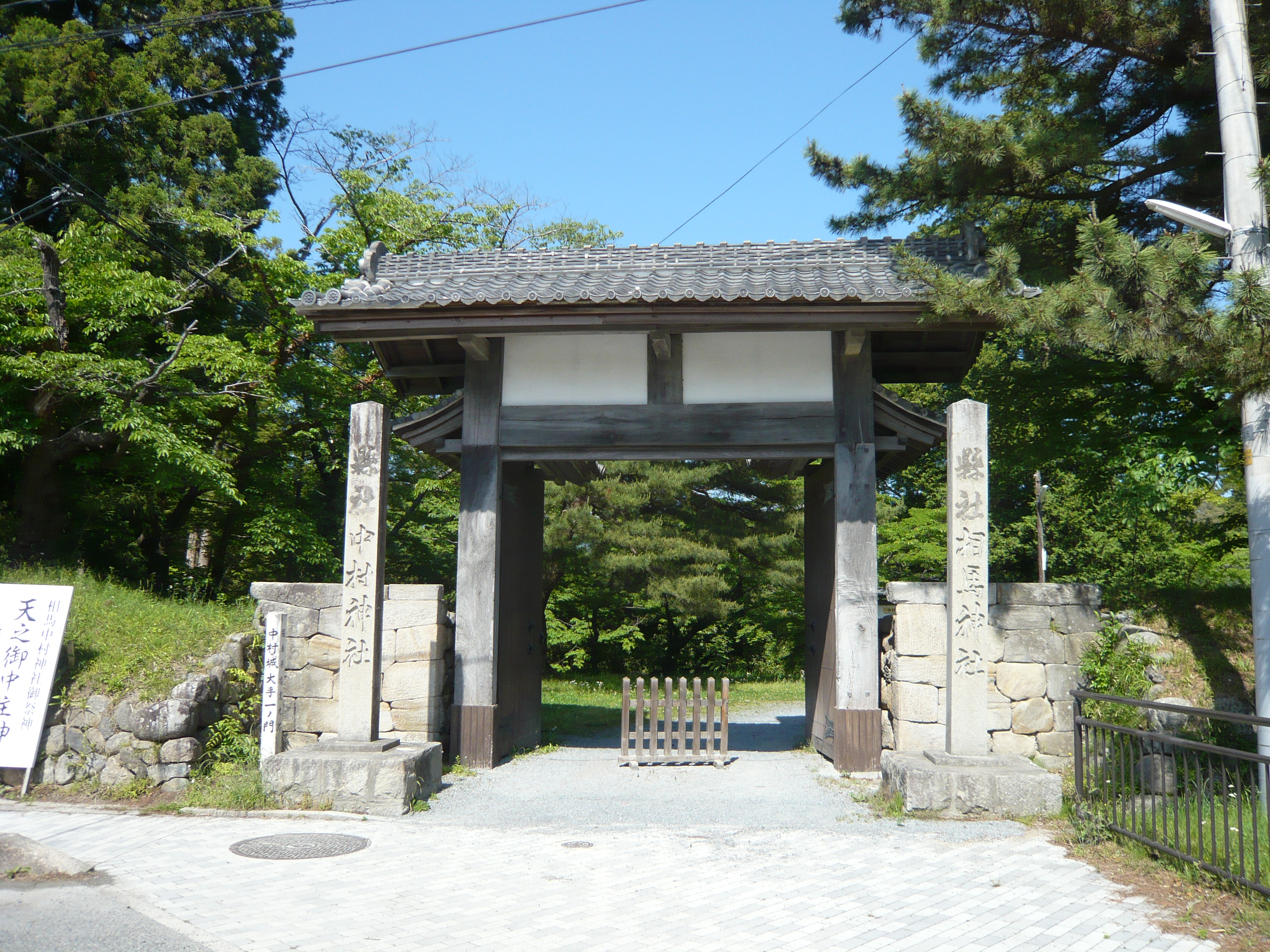
相馬中村城大手門（2013年6月3日）

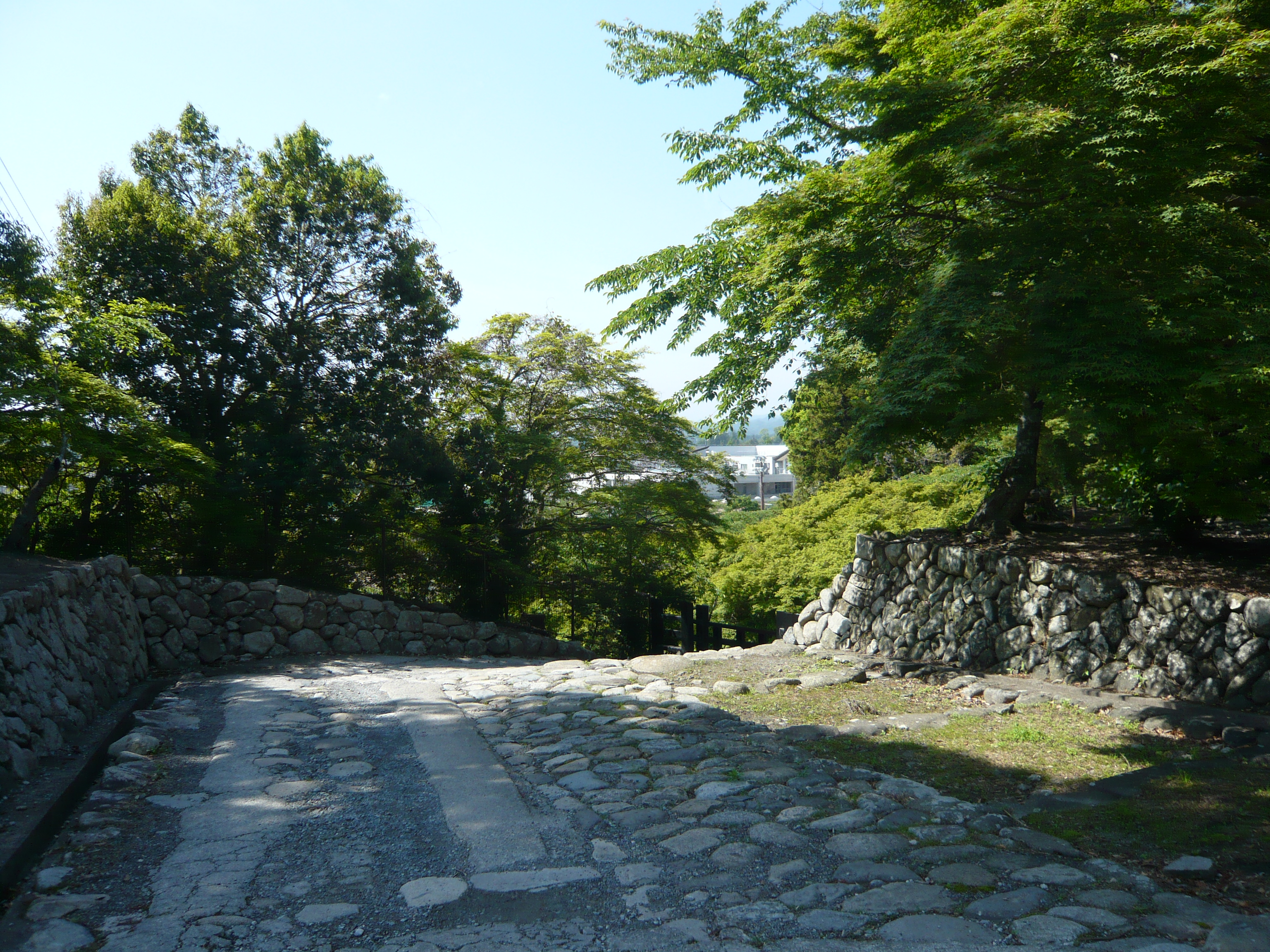
相馬中村城内（2013年6月3日）

相馬中村城（そうまなかむらじょう）は、福島県相馬市中村、同市西山（令制国下：陸奥国宇多郡中村）にあった日本の城。単に中村城ともいうが、他の「中村城」と区別する際には、相馬中村城や陸奥中村城という。
戦国時代から江戸時代にかけての大名・相馬氏の居城の一つであり、江戸時代には藩主相馬氏の中村藩の藩庁であった。馬陵城（ばりょうじょう）という別名を持つ。

## 概要
縄張りは梯郭式の平山城である。
西の阿武隈山地から伸びる比高15m程の小丘陵に築かれた城である。南面に流れる宇多川を天然の外堀とし、この水を引いて北面・東面に水堀が配される。尾根続きの西面は、堀切と切岸で防御されている。北面に水堀を中心とした地形的障碍を多く用い、仮想敵である伊達氏を意識した構えとなっている。戦時には堀を切って城の北側500m余りを一面の沼沢地にすることができたとも言われる。場所としては宇多川の渡河点を制圧する意味合いを持っている。

## 歴史
中村城の歴史は古く、平安時代初期の延暦年間（800年頃）に奥州鎮撫のため坂上田村麻呂が最初に築いたとされる。
南北朝時代の1337年（延元2年）には、周辺を配下とした中村朝高がこの地に「中村館」を構えた。以後、戦国時代初期まで中村氏の支配が続いた。
中村氏に代わって相馬盛胤が浜通り夜ノ森以北に権勢を振るい、1563年（永禄6年）に次男の相馬隆胤が入城した。この時期は相馬氏と伊達氏の抗争が激化した戦国時代真っ只中であり、相馬氏は本城である小高城に加えて、この中村城に城代を置いて伊達氏と睨み合った。
1600年（慶長5年）の関ヶ原の戦いから11年後の1611年（慶長16年）、盛胤の孫である利胤は、本城を小高城から中村城に完全移転し、中村城は中村藩6万石の政府となった。同年、利胤はただちに近世城郭への改修を開始し、梯郭式の城郭が完成、本丸四櫓と称される櫓門形式の前門及び搦手(からめて)門・北隅櫓・天守が設けられた。しかし、1670年（寛文10年）には落雷により天守を焼失したが、時の4代藩主貞胤は藩政を優先し天守再建は為されなかった。以後、これを指針として歴代藩主は天守を再建しなかった。
1868年（明治元年）の戊辰戦争では、中村城は明治政府軍の攻撃を受けて陥落し、陥落後の中村城は明治政府軍の支配拠点となった。そして、1871年（明治4年）の廃藩置県によって廃城となった。

## 構造

### 縄張り

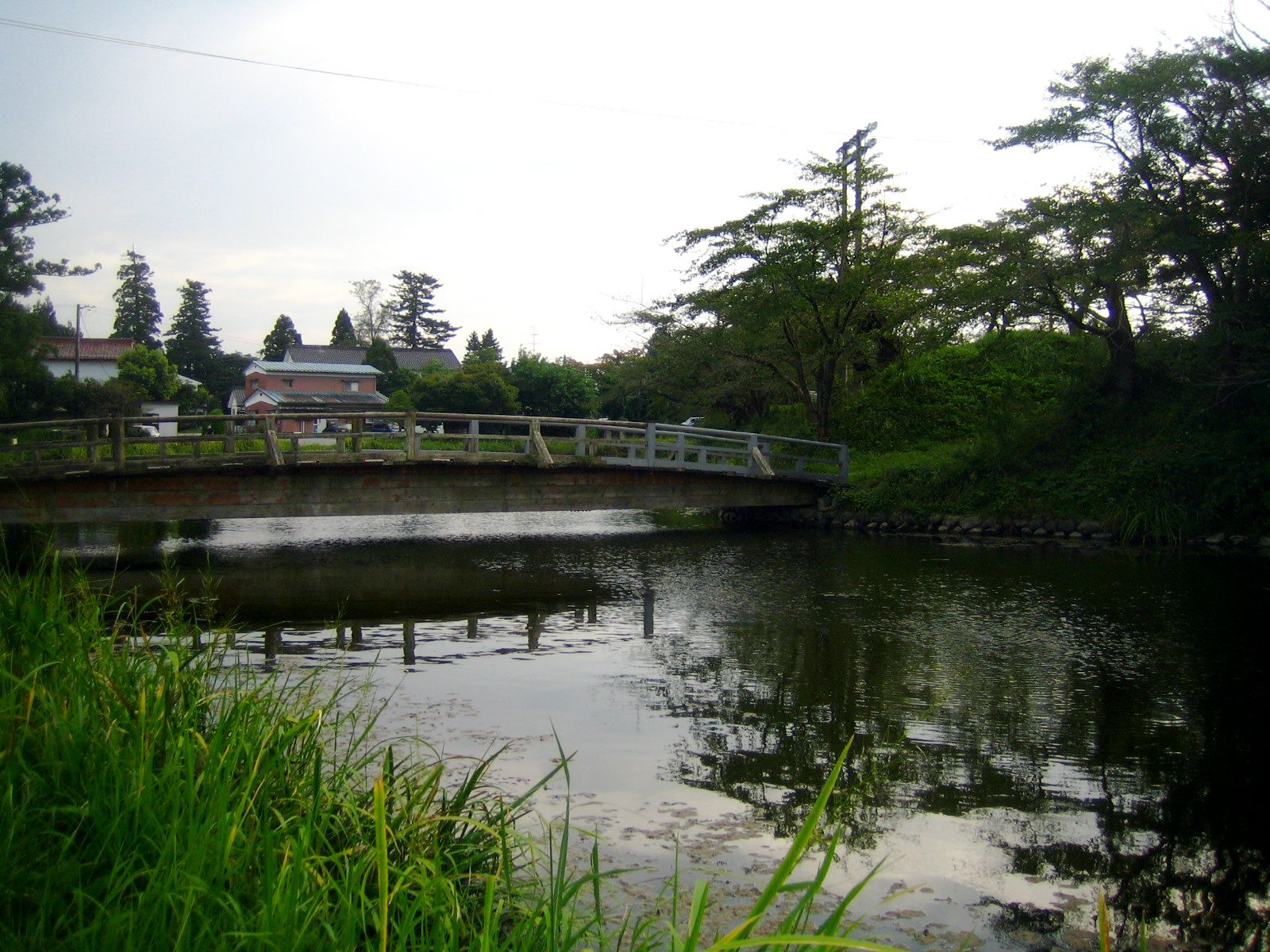
相馬中村城の堀

縄張りは標高23mの丘陵最高所に本丸を置き、北、西、東にそれぞれ二の丸を配している。本丸の北面、西面には小規模な水堀があり、東面は二の丸との間に空堀が存する。本丸の南側は10m程の崖になっており、崖の直下には堀のあとが見られる。東二の丸は堀に囲まれた丸馬出となっている。二の丸以外には西側に妙見曲輪が四面を堀と切岸に囲まれた独立した曲輪としてある。妙見曲輪は現在相馬妙見社の社殿となっている。

### 石垣
石垣は高さ2 - 3m程のものが本丸の周囲を巡っており、天端がない独特の形式から鉢巻石垣と呼ばれている。それ以外では門の周囲に小規模な石垣が見られるほかは、ほとんどが土の城である。大小の土塁のほか、西二の丸跡や蓮池脇に土塁の枡形虎口が確認できる。また、妙見社の北側と東側には大きな空堀が現存している。比較的小さな土の城でありながら効率よく曲輪が配置された城である。城下町は城の東に発達、城下町特有のクランク状の道割が多く残る。

### 現況
現在は「馬陵公園」として、大手門・石垣・土塁・堀が現存している。

## 観光

### 周囲の文化施設・観光名所
公園内には妙見神を祭る相馬中村神社があり、旧相馬氏領（浜通り夜ノ森以北）で毎年7月23日から3日間続けて行われる相馬野馬追の祭場地のひとつである。
また、本丸には、戊辰戦争終結直後の明治初年に勧進された相馬神社がある。